# Yuval Diskin
Yuval Diskin (en hébreu יובל דיסקין) (né en 1956) a été le 12e directeur du Shabak, le service de contre-espionnage israélien, de 2005 à 2011.
Ancien officier de Tsahal, il a servi comme commandant de la Sayeret Shaked, l'unité chargée du commandement dans le sud d'Israël. En 1978, il fut recruté par le Shabak et s'occupa de la coordination pour le district de Naplouse. Durant la guerre du Liban en 1982, il opéra à Beyrouth et à Sidon.
En 1989, il prit sous sa charge les districts de Jénine et de Tulkarem. En 1990, il rejoint la branche  des affaires arabes du Shabak, dont il prend la tête en 1994.
À partir de 1997, Diskin prend sous sa responsabilité le district de Jérusalem. De 2000 à 2003, il est députy director du Shabak. En 2003, il prend un congé sabbatique durant lequel il devient conseil spécial du directeur du Mossad, Meir Dagan. Le 15 mai 2005, il remplace Avi Dichter à la tête du Shabbak. Il est remplacé le 15 mai 2011 par Yoram Cohen.
En 2012, Diskin apparu dans le documentaire The Gatekeepers.